# Sant Esteve de la Sarga
Sant Esteve de la Sarga – gmina w Hiszpanii, w prowincji Lleida, w Katalonii, o powierzchni 93,39 km². W 2011 roku gmina liczyła 141 mieszkańców.